# Parral (Chihuahua)
Hidalgo del Parral is een stad in de Mexicaanse deelstaat Chihuahua. De plaats heeft ongeveer 100.000 inwoners (schatting 2007) en is de hoofdplaats van de gemeente Hidalgo del Parral.
De stad werd in 1681 gesticht in door Rangel de Biesma als San José Parral. Tijdens de Mexicaans-Amerikaanse oorlog diende Parral tijdelijk als hoofdstad van Chihuahua. Parral is eeuwenlang een centrum geweest van de zilverwinning, maar nadat de opbrengsten in het begin van de 20e eeuw begonnen terug te lopen werd de plaats bijna geheel verlaten. De laatste decennia trekt de economie weer aan en is de bevolking weer gaan stijgen.
Parral heeft een historische betekenis vanwege de revolutionair en volksheld Pancho Villa, die hier op 20 juli 1923 is vermoord.
De stad is de zetel van het rooms-katholieke bisdom Parral.

## Galerij

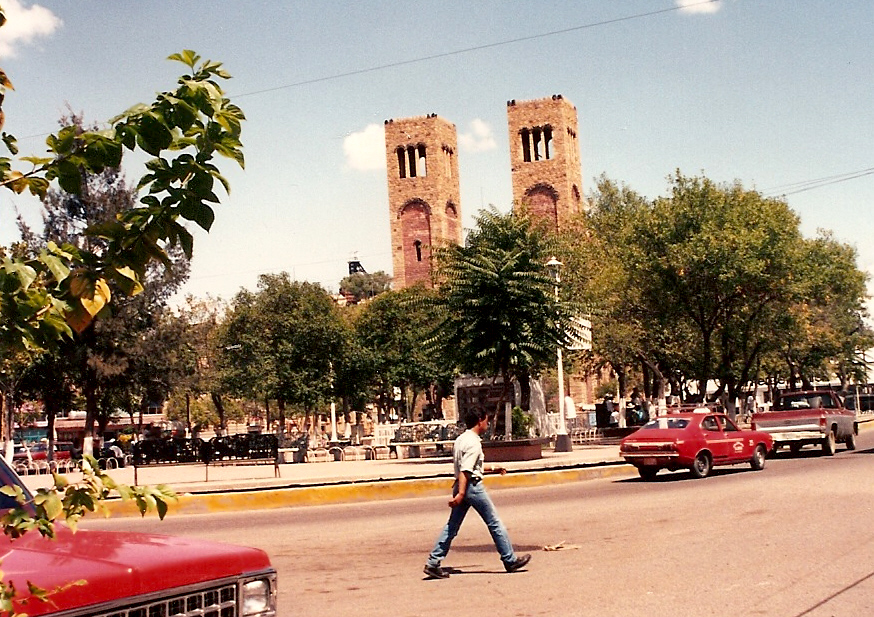
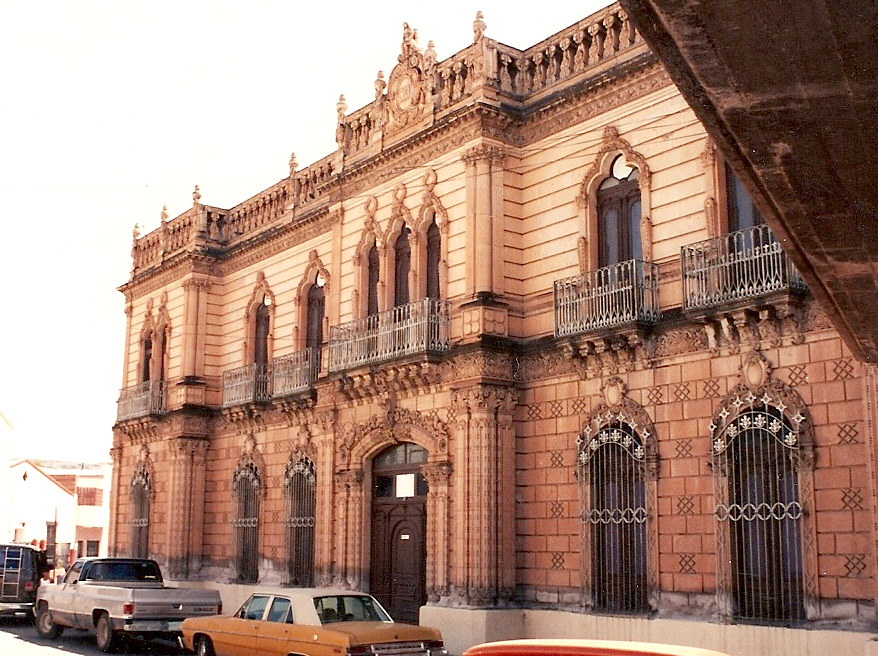